# Marcos Freitas
Marcos Freitas (Funchal, 8. travnja 1988.) je portugalski stolnotenisač.
Marcos igra za francuski klub AS Pontoise-Cergy TT. Ima dvije medalje s Europskih prvenstava prvu brončanu medalju je osvojio 2008 u Sankt Peterburgu u paru, a drugu zlatnu 2011. godine u paru s Andrejom Gaćinom iz Hrvatske na Europskom prvenstvu u Gdanjsku u Poljskoj.

## Vanjske poveznice
- Službena stranica  Arhivirana inačica izvorne stranice od 17. svibnja 2014. (Wayback Machine) (port.) eng. {{{1}}}